# Тиберий Авидий Квиет
Тиберий Авидий Квиет (на латински: Tiberius Avidius Quietus; † 107 г.) е сенатор и политик на Римската империя от края на 1 и началото на 2 век.
Произлиза от клон Квиет на фамилията Авидии от Faventia (днес Фаенца, Италия). Син е на Гай Авидий Нигрин, който е проконсул на Ахея по времето на Домициан.
Брат е на Гай Авидий Нигрин (суфектконсул 110 г.). Роднина е с Тит Авидий Квиет (суфектконсул 93 г.).
Чичо е на Авидия Плавция, която става съпруга на император Луций Елий и майка на Луций Вер (император 161 – 169).
Квиет сменя Публий Метилий Сабин Непот и става управител на римската провинция Британия през 97 г., където остава до 100 г. След него новият управител e Луций Нераций Марцел. След това Квиет е проконсул на Ахея.
Бил е близък приятел на философа-стоик Публий Клодий Тразеа Пет, на Плутарх и Плиний Млади. Фамилията му е с връзки в Гърция.